# Wushu tại Đại hội Thể thao châu Á 2018
Bản mẫu:Wushu at the 2018 Asian Games
Wushu tại Đại hội Thể thao châu Á 2018 sẽ được tổ chức tại Triển lãm quốc tế Jakarta, Jakarta, Indonesia từ ngày 19 đến ngày 23 tháng 8 năm 2018.

## Lịch thi đấu
| Q | Vòng loại | F | Chung kết |

| Nội dung↓/Ngày →           | CN 19 | T2 20 | T3 21 | T4 22 |
| -------------------------- | ----- | ----- | ----- | ----- |
| Changquan nam              | F     |       |       |       |
| Taijiquan và Taijijian nam |       |       | Q     | F     |
| Nanquan và Nangun nam      |       | Q     | F     |       |
| Daoshu và Gunshu nam       |       | Q     | F     |       |
| Changquan nữ               |       |       |       | F     |
| Taijiquan và Taijijian nữ  | Q     | F     |       |       |
| Nanquan và Nandao nữ       | Q     | F     |       |       |
| Jianshu và Qiangshu nữ     | Q     |       | F     |       |

| Vòng 32 đội | Vòng 32 đội | Vòng 16 đội | Vòng 16 đội | ¼ | Tứ kết | ½ | Bán kết | F | Chung kết |

| Nội dung↓/Ngày → | CN 19       | T2 20       | T3 21 | T4 22 | T5 23 |
| ---------------- | ----------- | ----------- | ----- | ----- | ----- |
| 52 kg sanda nữ   |             | Vòng 16 đội | ¼     | ½     | F     |
| 56 kg sanda nam  | Vòng 32 đội | Vòng 16 đội | ¼     | ½     | F     |
| 60 kg sanda nam  | Vòng 32 đội | Vòng 16 đội | ¼     | ½     | F     |
| 60 kg sanda nữ   |             | Vòng 16 đội | ¼     | ½     | F     |
| 65 kg sanda nam  | Vòng 32 đội | Vòng 16 đội | ¼     | ½     | F     |
| 70 kg sanda nam  | Vòng 32 đội | Vòng 16 đội | ¼     | ½     | F     |

## Tóm tắt huy chương

### Bảng huy chương
| 1         | Trung Quốc        | 10 | 2  | 0  | 12 |
| 2         | Iran              | 2  | 4  | 0  | 6  |
| 3         | Indonesia         | 1  | 1  | 3  | 5  |
| 4         | Ma Cao            | 1  | 1  | 0  | 2  |
| 5         | Việt Nam          | 0  | 2  | 3  | 5  |
| 6         | Hàn Quốc          | 0  | 1  | 2  | 3  |
| 7         | Hồng Kông         | 0  | 1  | 1  | 2  |
| 8         | Nhật Bản          | 0  | 1  | 0  | 1  |
| 8         | Uzbekistan        | 0  | 1  | 0  | 1  |
| 10        | Ấn Độ             | 0  | 0  | 4  | 4  |
| 11        | Đài Bắc Trung Hoa | 0  | 0  | 2  | 2  |
| 11        | Philippines       | 0  | 0  | 2  | 2  |
| 13        | Afghanistan       | 0  | 0  | 1  | 1  |
| 13        | Myanmar           | 0  | 0  | 1  | 1  |
| 13        | Thái Lan          | 0  | 0  | 1  | 1  |
| Tổng cộng | Tổng cộng         | 14 | 14 | 20 | 48 |

### Danh sách huy chương

#### Taolu nam
| Nội dung              | Vàng                       | Bạc                              | Đồng                            |
| --------------------- | -------------------------- | -------------------------------- | ------------------------------- |
| Trường quyền          | Tôn Bắc Viên · Trung Quốc  | Edgar Xavier Marvelo · Indonesia | Thái Tạ Mẫn · Đài Bắc Trung Hoa |
| Taijiquan / Taijijian | Trần Châu Lý · Trung Quốc  | Araya Tomohiro · Nhật Bản        | Nyein Chan Ko Ko · Myanmar      |
| Nanquan / Nangun      | Hoàng Quân Hoa · Ma Cao    | Phạm Quốc Khánh · Việt Nam       | Lee Yong-mun · Hàn Quốc         |
| Daoshu / Gunshu       | Ngô Triệu Hoa · Trung Quốc | Cho Seung-jae · Hàn Quốc         | Achmad Hulaefi · Indonesia      |

#### Sanda nam
| Nội dung | Vàng                        | Bạc                         | Đồng                             |
| -------- | --------------------------- | --------------------------- | -------------------------------- |
| 56 kg    | Thẩm Quốc Xuân · Trung Quốc | Bùi Trường Giang · Việt Nam | Yusuf Widiyanto · Indonesia      |
| 56 kg    | Thẩm Quốc Xuân · Trung Quốc | Bùi Trường Giang · Việt Nam | Santosh Kumar · Ấn Độ            |
| 60 kg    | Erfan Ahangarian · Iran     | Vương Huệ Đào · Trung Quốc  | Nghiêm Văn Ý · Việt Nam          |
| 60 kg    | Erfan Ahangarian · Iran     | Vương Huệ Đào · Trung Quốc  | Surya Bhanu Pratap Singh · Ấn Độ |
| 65 kg    | Lý Mạnh Phàm · Trung Quốc   | Foroud Zafari · Iran        | Narender Grewal · Ấn Độ          |
| 65 kg    | Lý Mạnh Phàm · Trung Quốc   | Foroud Zafari · Iran        | M Khalid Hotak · Afghanistan     |
| 70 kg    | Mohsen Mohammadseifi · Iran | Thi Diên Vĩ · Trung Quốc    | Puja Riyaya · Indonesia          |
| 70 kg    | Mohsen Mohammadseifi · Iran | Thi Diên Vĩ · Trung Quốc    | Ham Gwan-sik · Hàn Quốc          |

#### Taolu nữ
| Nội dung              | Vàng                         | Bạc                          | Đồng                                  |
| --------------------- | ---------------------------- | ---------------------------- | ------------------------------------- |
| Changquan             | Kỳ Hân Nghị · Trung Quốc     | Lý Nghị · Ma Cao             | Hoàng Thị Phương Giang · Việt Nam     |
| Taijiquan / Taijijian | Lindswell Kwok · Indonesia   | Mạc Văn Anh · Hồng Kông      | Agatha Chrystenzen Wong · Philippines |
| Nanquan / Nandao      | Đường Lỗ · Trung Quốc        | Darya Latisheva · Uzbekistan | Viên Khả Anh · Hồng Kông              |
| Jianshu / Qiangshu    | Quách Mộng Diệu · Trung Quốc | Zahra Kiani · Iran           | Dương Thúy Vi · Việt Nam              |

#### Sanda nữ
| Nội dung | Vàng                      | Bạc                          | Đồng                             |
| -------- | ------------------------- | ---------------------------- | -------------------------------- |
| 52 kg    | Lý Huệ Đào · Trung Quốc   | Elaheh Mansourian · Iran     | Divine Wally · Philippines       |
| 52 kg    | Lý Huệ Đào · Trung Quốc   | Elaheh Mansourian · Iran     | Trần Vỹ Đình · Đài Bắc Trung Hoa |
| 60 kg    | Thái Anh Anh · Trung Quốc | Shahrbanoo Mansourian · Iran | Suchaya Bualuang · Thái Lan      |
| 60 kg    | Thái Anh Anh · Trung Quốc | Shahrbanoo Mansourian · Iran | Roshibina Devi Naorem · Ấn Độ    |